# Hans de Weers
Hans de Weers is een Nederlandse producent van speelfilms, televisie en theater. Hans produceerde box office hits als Oesters van Nam Kee en New Kids Turbo. Zijn grootse succes was de film Antonia die verschillende nationale  en internationale prijzen ontving waaronder de Oscar voor de beste niet-Engelstalige film in 1996.

## Biografie
De Weers zat op het Mendelcollege in de klas met onder meer Pim Fortuyn en Ad Bos. Na zijn studie aan de Universiteit van Amsterdam was Hans tien jaar verbonden aan de stichting Orkater als manager en producer. Van 1991 tot 2006 werkte hij als producer bij productiemaatschappij Egmond Film en TV (voorheen Bergen). Vanaf 1997 nam hij daar tevens de functie van bestuursvoorzitter op zich. In 2006 stapte Hans als producer/Managing Director over naar Warner Bros. International Television Production Nederland (voorheen Eyeworks). Vanaf 2013 combineert hij deze twee functies bij FATT Productions, een internationaal productiehuis voor film, kunst, televisie and theater producer gevestigd in Amsterdam
.

## Filmografie

### Speelfilms
Onder andere:
- Oude Tongen (1994)
- Antonia (1995)
- De verstekeling (1997)
- Somberman's actie (2000)
- Mariken (2000)
- Nynke (2001)
- Qui vive (2002)
- Oesters van Nam Kee (2002)
- Erik of het klein insectenboek (2004)
- Johan (2005)
- Don (2006)
- Duska (2007)
- De Brief voor de Koning (2008)
- Lege maag (2009)
- Happy End (2009)
- Komt een vrouw bij de dokter (2009)
- De gelukkige huisvrouw (2010)
- Dik Trom (2010)
- New Kids Turbo (2010)
- Nova Zembla (2011)
- New Kids Nitro (2011)
- Jackie (2012)
- De Marathon (2012)
- Het Diner (2013)
- De surprise (2015)
- Hotel de grote L (2017)
- Tulipani: Liefde, Eer en een Fiets (2017)
- La Holandesa (Messi and Maud) (2017)
- Het boek van alle dingen (2024)
- Believe the Movie (aangekondigd)

### Televisiefilms
Onder andere:
- Meisjes in de grote stad (1995)
- Chopsticks (1995)
- De trein van zes uur tien (1999)
- Maten (1999)
- Dichter op de zeedijk (2000)
- Ochtendzwemmers (2001)
- Achttien (2002)
- De ordening (2003)
- Bluebird (2004)
- De overloper (2012)

### Televisieseries
Onder andere:
- Verhalen van de straat (1993, 5 afleveringen)
- Madelief: Met de poppen gooien (1994, 11 afleveringen)
- De eenzame oorlog van Koos Tak (1996, 7 afleveringen)
- Meiden van De Wit (2002 – 2005, 36 afleveringen)
- Koppels (2006, 2 afleveringen)
- Flikken Maastricht (2007 – 2012, 41 afleveringen)
- De bende van Sjako (2010-2011, 8 afleveringen)
- Rembrandt en ik (2011, 3 afleveringen)
- Golden Girls (2012)
- Dokter Deen (2012 – 2018, 34 afleveringen)
- Tokyo Trial (2017, 4 afleveringen)

### Documentaires
- Alles komt ergens van (2003)
- Kinderen van Stalin (2006)
- Ave Maria - Van dienstmaagd des heren tot koningin van de hemel (2006)
- Diary of a Times Square Thief (2011)
- One Fine Day (2011)